# José Maria de Albuquerque Belo
José Maria de Albuquerque Bello (Barreiros, 18 de dezembro de 1885 — 25 de agosto de 1959) foi um historiador, escritor e político brasileiro.

## Biografia
Após concluir o curso de Direito no Rio de Janeiro, trabalhou como redator de debates na Câmara dos Deputados e dedicou-se à crítica literária. Elegeu-se deputado federal (1927/29) e Governador (1930) pelo Estado do Pernambuco, não assumindo o posto por força da Revolução de 1930.
Como historiador destacou-se por sua História da República, obra de referência sobre o período republicano.

## Obras
- Estudos críticos (1917);
- Ensaios políticos e literários; Rui Barbosa e escritos diversos (1918);
- À margem dos livros (1922)
- Os exilados (romance) (1927);
- A noção filosófica e social do direito; breve ensaio de metodologia (1933)
- Inteligência do Brasil; Síntese da evolução literária do Brasil (1935);
- Panorama do Brasil; Ensaio de interpretação da vida brasileira (1936);
- Imagens de ontem e de hoje (1936);
- A questão social e a solução brasileira (1936);
- História da República (1940);
- Joaquim Nabuco, Rui Barbosa; duas conferências (1949);
- Retrato de Machado de Assis (1952);
- História da República (1954) - edição revisada acrescida de 9 caps.
- Memórias (1958).